# Сюди не залітали чайки
«Сюди не залітали чайки» (рос. «Сюда не залетали чайки») — радянський художній фільм 1978 року, режисера Булата Мансурова. Екранізація повісті В. П. Астаф'єва «Перевал» (1958). 

## Сюжет
Сибір, 1930-ті роки. Вниз по сибірській річки Мані проходить артіль сплавників, що зачищають береги від обсохлого лісу. Тут вони зустрічають 10-річного Іллю, який утік з дому після сварки з мачухою. Він упросив артільщиків взяти його з собою до гирла річки, де живуть його бабуся і дідусь. Літо пройшло в небезпечній і тяжкій праці, але на все життя хлопчисько збереже подяку цим суворим людям.

## У ролях
- Михайло Єгоров —  Ілля
- Павло Кадочников —  Роман, сплавник лісу
- Леонтій Полохов —  бригадир артілі
- В'ячеслав Воскресенський —  Летяга
- Іван Савкін —  Азарій
- Андрій Торхов —  молодий сплавник лісу
- Юрій Назаров —  батько Іллі
- Аріна Алейникова —  мачуха Іллі

## Знімальна група
- Режисер — Булат Мансуров
- Сценаристи — Булат Мансуров, Едуард Тропінін
- Оператор — Генрі Абрамян
- Композитор — Олександр Луначарський
- Художник — Олексій Лебедєв